# 배심원들
"배심원들"은 2019년에 개봉한 대한민국의 영화이다.

## 캐스팅
- 문소리 : 재판장 김준겸 역
- 박형식 : 권남우 역
- 백수장 : 윤그림 역
- 김미경 : 양춘옥 역
- 윤경호 : 조진식 역
- 서정연 : 변상미 역
- 조한철 : 최영재 역
- 김홍파 : 장기백 역
- 조수향 : 오수정 역
- 권해효 : 법원장 역
- 태인호 : 주심판사 역
- 서현우 : 강두식 역
- 심달기 : 강소라 역

- 이해운 : 배석판사 역
- 이용이 : 강두식 모 역
- 염동헌 : 외삼촌 역
- 유순웅 : 경비원 역
- 김학선 : 법의학자 역
- 고서희 : 주민센터직원 역
- 정도원 : 형사 역
- 서진원 : 국선변호인 역
- 이영진 : 검사 역
- 최영우 : 경위 역
- 최리 : 변상미 딸 역
- 이정훈 : CCTV 형사 역
- 이규형 : 회생위원 역 (특별출연)
- 류덕환 : 판사 역 (특별출연)
- 김선영 : 청소요원 현자 역 (특별출연)

## 영화 정보
- 2019년 5월 2일 CGV용산아이파크몰에서 열린 언론배급시사회에 홍승완 감독과 배우 문소리, 박형식, 백수정, 김미경, 윤경호, 조한철, 조수향이 참석해 작품에 대한 이야기를 펼쳤다.[1]

## 같이 보기
- 2019년 대한민국의 영화 목록